# Hastings Point
Hastings Point – miasto w Australii, w stanie Nowa Południowa Walia, nad Oceanem Spokojnym.